# Katakombenpakt

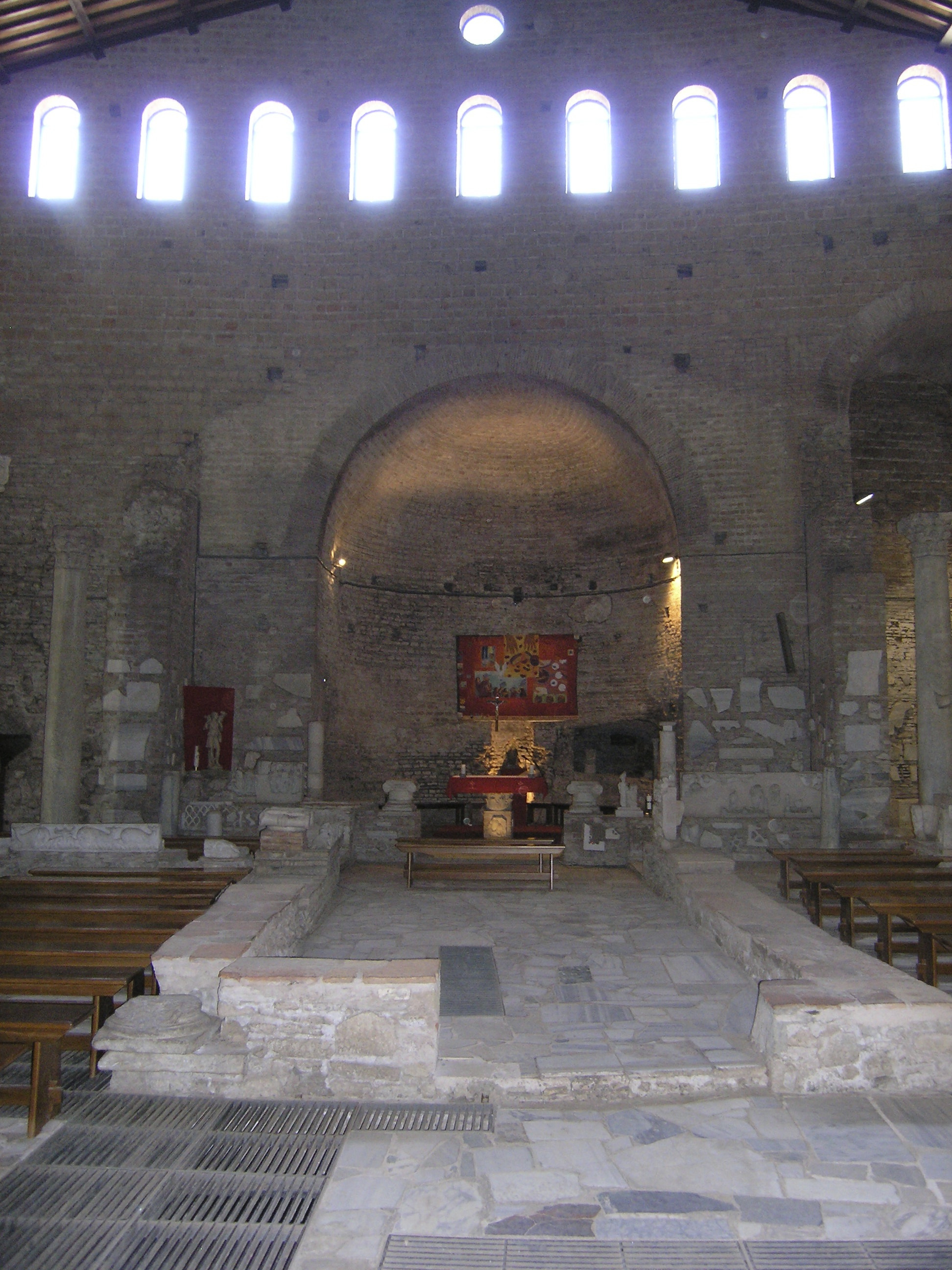
Sogenannte Katakombenbasilika über den Domitilla-Katakomben, wo 1965 der Katakombenpakt unterzeichnet wurde

Katakombenpakt wird eine am 16. November 1965, während des Zweiten Vatikanischen Konzils, in der Basilika der heiligen Nereus und Achilleus über den Domitilla-Katakomben in Rom von einer Gruppe von Bischöfen unterzeichnete Selbstverpflichtung zu einem einfachen Lebensstil und zum Dienst an den Armen genannt.

## Geschichte

### Katakombenpakt 1965
Wenige Wochen vor dem Ende des Konzils feierten 40 Konzilsväter aus der ganzen Welt miteinander Eucharistie und gingen am Ende der Messfeier den nach dem Ort des Geschehens benannten Pakt ein. Zu den Erstunterzeichnern gehörten zwei Deutsche: Julius Angerhausen (1911–1990), Weihbischof in Essen, und Hugo Aufderbeck (1909–1981), Weihbischof in Erfurt. Später schlossen sich 500 weitere Bischöfe aus der ganzen Welt diesem Pakt an.
Als wesentliche Initiatoren der Gruppe gelten Hélder Câmara, Bischof Guy-Marie Riobé von Orléans und Kardinal Giacomo Lercaro.
Der Pakt griff Thomas Fornet-Ponse zufolge folgende Impulse auf:
- das Leitwort Johannes’ XXIII. von einer „Kirche der Armen“:[4][5][6] „Die Kirche als das, was sie ist und sein will, [erweise sich als] die Kirche aller, vornehmlich die Kirche der Armen.“[7]
- den Aufruf aus Nazareth von P. Paul Gauthier, einem Arbeiterpriester in Nazareth, und seiner „Bruderschaft der Gefährten des Zimmermanns Jesus von Nazareth“ mit der Überschrift Jesus, die Kirche und die Armen. Diesen Aufruf verteilten Maximos V. Hakim, Bischof (seit 1964 Erzbischof) der melkitischen Kirche in Nazareth, und der belgische Bischof Charles-Marie Himmer von Tournai an zahlreiche Mitbischöfe. P. Gauthier, Bischof Maximos und Bischof Himmer warben dafür, dass „das Geheimnis Christi in den Armen […] nicht ein Thema des Konzils unter anderen sein, sondern […] die zentrale Frage werden“ müsse.[8]
- die Studie von Yves Congar OP Für eine dienende und arme Kirche.

Die Bischöfe machten sich in einer Ich-Botschaft das Vorbild Jesu und dessen Auftrag an seine Jünger zu eigen. Die Unterzeichner bemerkten, dass sich trotz einzelner Erfolge ihr Einsatz für eine Kirche der Armen gesamtkirchlich nicht realisieren würde. Sie beschlossen daher, selbst mit ihrem Beispiel voranzugehen.
Laut Luigi Bettazzi, dem zuletzt letzten lebenden Erstunterzeichner des Paktes, setzt Papst Franziskus durch seinen Lebensstil und seine Amtsführung die Ideen des Katakombenpaktes um.

### Katakombenpakt 2019
Am 20. Oktober 2019 wurde am selben Ort während der Amazonas-Synode der „Katakombenpakt für das Gemeinsame Haus“ geschlossen. Er wurde in Erinnerung an den ersten Pakt von 1965 im Rahmen eines Gottesdienstes in der Basilika von rund 50 Bischöfen und zahlreichen Laien unterzeichnet. Zu den Unterzeichnern zählen unter anderem der brasilianische Kardinal und Präsident des kirchlichen Panamazonien-Netzwerks REPAM (Red Eclesial PanAmazonica), Kardinal Claudio Hummes, der die Amazonas-Synode als Generalrelator moderierte, und Erwin Kräutler.
In den Nummern 1 bis 3 des in 15 Teile gegliederten Pakts wird die Schöpfungsverantwortung des Menschen und der schonende Umgang mit den Ressourcen der Erde behandelt. Eine erneute Bekräftigung der Option für die Armen, des Schutzes der Vielfalt der südamerikanischen Ureinwohner und ihrer Kulturen, Sprachen und spirituellen Traditionen sowie eine konsequente Ablehnung jeder kolonialistischen Tendenz wird von den Unterzeichnern in den Nummern 4 bis 7 bekundet. Die verbleibenden Aussagen des Texts beziehen sich hauptsächlich auf die pastorale Situation in den südamerikanischen Diözesen. Hierbei werden besonders die Ökumene, ein synodaler Lebensstil, die verschiedenen kirchlichen Dienste, die Diakonie sowie neue Wege und Konzepte pastoralen Handelns angesprochen.

## Wesentliche Punkte des Paktes
- Wir wollen so leben, im Blick auf Wohnung, Essen und Verkehrsmittel, wie die Menschen um uns herum.
- Wir verzichten darauf, auch was unsere Amtskleidung angeht, als Reiche zu erscheinen.
- Wir wollen weder Immobilien noch Mobiliar besitzen.
- Wir lehnen es ab, mit Titeln angesprochen zu werden.
- Wir werden jeden Eindruck vermeiden, Reiche und Mächtige zu bevorzugen.
- Wir wollen uns vor allem den Benachteiligten und Unterentwickelten zuwenden.
- Unsere sozialen Werke, die wir unterstützen, sollen sich auf Liebe und Gerechtigkeit gründen und Frauen und Männer in gleicher Weise im Blick haben.
- Das Gleiche wollen wir durch unseren Einsatz bei den Verantwortlichen unserer Regierungen durchsetzen.

## Veröffentlichung
Die 13 Selbstverpflichtungen wurden erstmals am 9. Dezember 1965, dem Tag nach dem feierlichen Abschluss des Konzils, von der französischen Tageszeitung Le Monde veröffentlicht. In deutscher Sprache wurden sie erstmals 1969 in einer in Ost-Berlin erschienenen Biographie von Camilo Torres bekannt gemacht.

## Bekannte Erstunterzeichner
Dokumente zu den Erstunterzeichnern finden sich im Nachlass von Bischof Charles-Marie Himmer. Zu den Erstunterzeichnern gehören:
- Julius Angerhausen, Weihbischof in Essen, Deutschland
- Hugo Aufderbeck, Weihbischof in Erfurt, Deutschland
- Francisco Austregésilo de Mesquita Filho, Bischof von Afogados da Ingazeira
- Luigi Bettazzi, Weihbischof in Bologna, Italien
- Joseph Blomjous, Bischof von Mwanza, Tansania, Afrika
- Hélder Câmara, Erzbischof von Olinda und Recife, Brasilien
- Gérard Mario Coderre, Bischof von Jean-Quebec, Kanada
- Jorge Marcos de Oliveira, Bischof von Santo André (Sao Paulo), Brasilien
- Luiz Fernández, Weihbischof in Vitoria, Brasilien
- Antonio Fragoso, Bischof von Crateus, Brasilien
- Adrien Gand, Weihbischof in Lille, Frankreich
- Grégoire Haddad, Melkiter-Weihbischof in Beirut, Libanon
- Hakim, Melkiterbischof von Nazareth, Israel
- Henrique Golland Trindade OFM, Erzbischof von Botucatú, Brasilien
- Rafael González, Weihbischof in Valencia, Spanien
- Gerard M. Huyghe, Bischof in Arras, Frankreich
- Charles-Marie Himmer, Bischof von Tournai, Belgien
- Aloísio Lorscheider, Bischof von Santo Ângelo, Brasilien
- Aníbal Muñoz Duque, Erzbischof von Nueva Pamplona, Kolumbien
- João Batista da Mota e Albuquerque, Erzbischof von Vitoria, Brasilien
- Charles Joseph van Melckebeke, Apostolischer Visitator der kath. Diaspora in China mit Sitz in Singapur
- Georges Mercier, Bischof von Laghouat-Sahara, Afrika
- Cândido Rubens Padín, Bischof von Lorena, Brasilien
- José Maria Pires, Erzbischof von Paraiba, Brasilien
- Guy-Marie-Joseph Riobé, Bischof von Orleans, Frankreich
- Bernard Yago, Erzbischof von Abidjan, Elfenbeinküste, Afrika

## Kirche der Armen
In der Bischofsgruppe „Opus Angeli“, „Kirche der Armen“, arbeiteten auch die folgenden Bischöfe mit, aber für ihre Unterzeichnung gibt es (noch) keinen Beleg:
- Manuel Larraín Errázuriz, Bischof von Talca, Chile und Präsident des CELAM (Lateinamerikanische Bischofskonferenz)
- Marcos G. Mc.Grat, Bischof von Santiago de Veraguas, Panamerikanischer Sekretär des CELAM
- Leonidas Proaño, Bischof von Ríobamba, Ecuador
- Alberto Devoto, Bischof von Goya, Argentinien
- Vicente F. Zazpe, Erzbischof von Sta. Fe, Argentinien
- J. José Iriarte, Bischof von Reconguista, Argentinien
- Alfredo Viola, Bischof von Salta, Uruguay
- Tulio Botero Salazar, Erzbischof von Medellín, Kolumbien
- Raúl Zambrano Camader, Bischof von Facatativá, Kolumbien
- Sergio Méndez Arceo, Bischof von Cuernavaca, Mexiko
- Samuel Ruiz García, Bischof von San Cristóbal de las Casas, Mexiko

## Stimmen
Im Rundbrief der „Plattform Theologie der Befreiung“ schrieb Norbert Arntz 2010: „In der gegenwärtigen Lage der Kirche wirkt der Pakt wie ein subversives Vermächtnis des II. Vatikanischen Konzils.“

## Katakombenbasilika

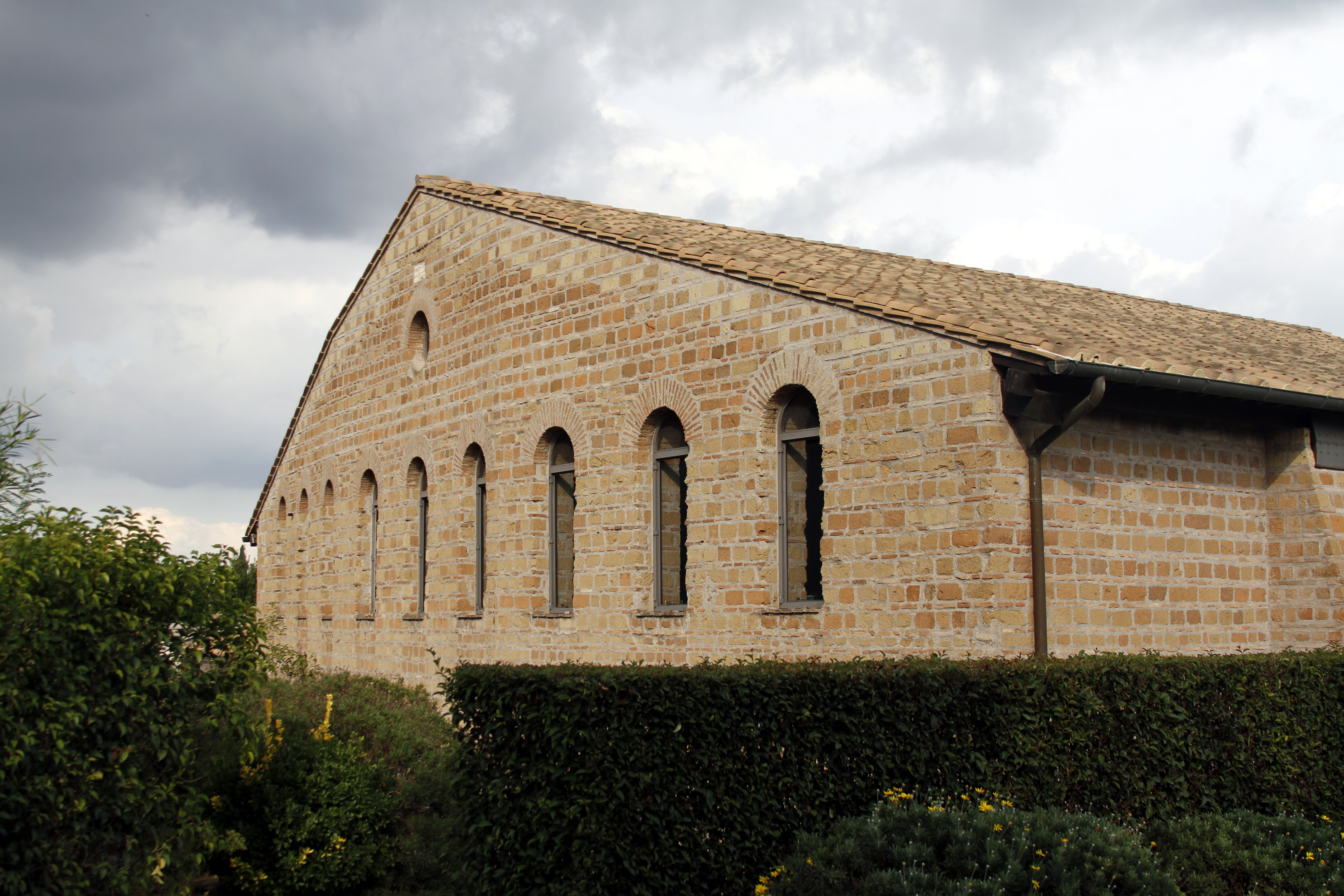
Katakombenbasilika über den ursprünglichen Gräbern der heiligen Nereus und Achilleus in den Domitilla-Katakomben

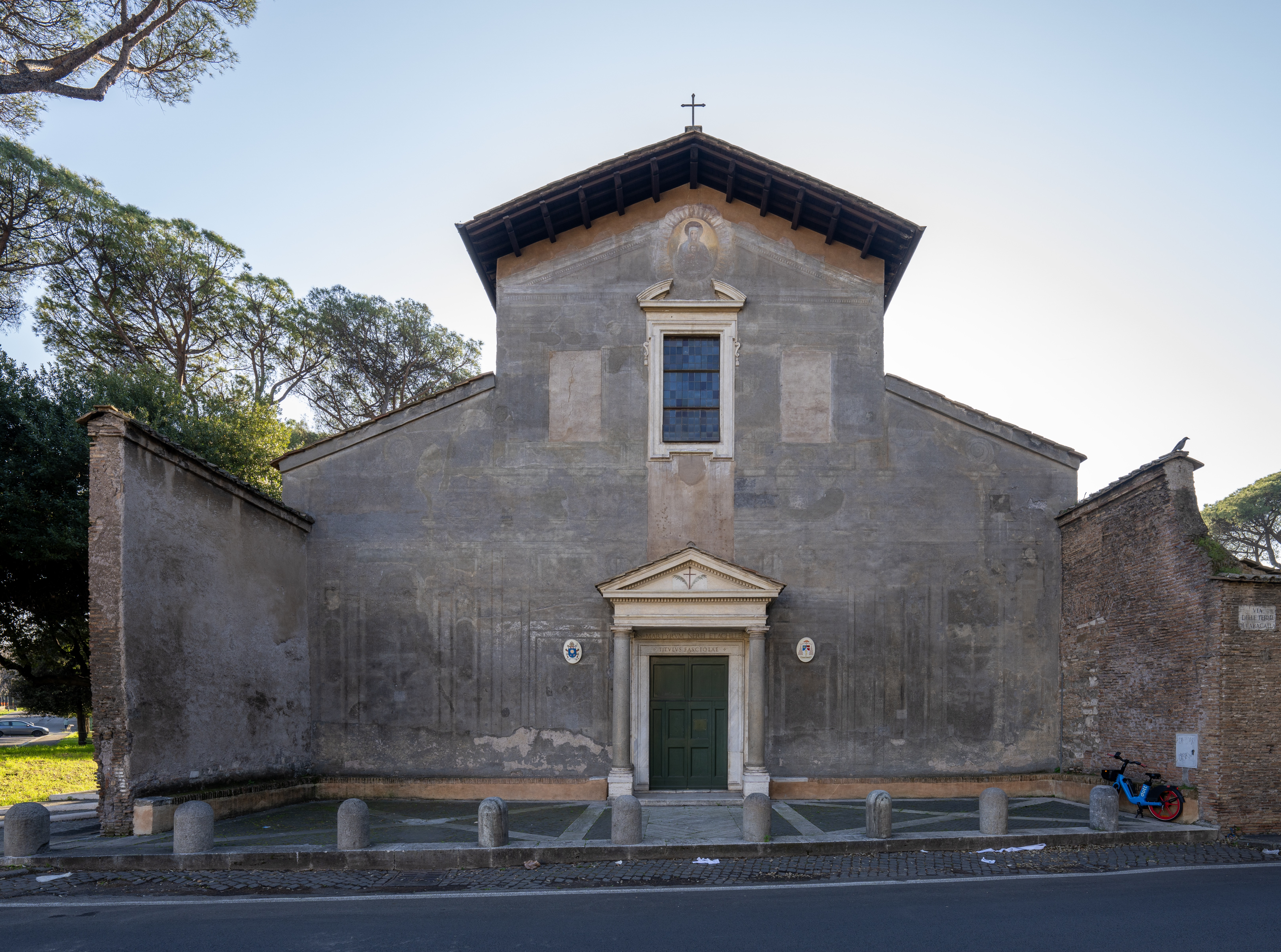
Basilika Santi Nereo e Achilleo an den Caracalla-Thermen

Über den Domitilla-Katakomben wurde um 390 unter Papst Siricius (384–399) die Basilika der heiligen Nereus und Achilleus in der Weise erbaut, dass man die Kirche zur Hälfte unter die Erdoberfläche verlegte, um den Altar unmittelbar über den dortigen Gräbern der um 295 als Märtyrer verstorbenen kaiserlichen Soldaten Nereus und Achilleus errichten zu können. Diese Bauform wird als Katakombenbasilika oder Coemeterialbasilika (Basilica ad corpus) bezeichnet. Der im 9. Jahrhundert dem Verfall preisgegebene Kirchenbau wurde 1874 wiederentdeckt, die vorgefundenen Reste ausgegraben und der Bau nach alten Plänen neu errichtet.
Die Katakombenbasilika darf nicht verwechselt werden mit der gleichnamigen Kirche Santi Nereo e Achilleo in Nähe der Caracalla-Thermen, in welche die Reliquien der Kirchenpatrone und anderer Heiliger im 6. Jahrhundert aus Sicherheitsgründen übertragen worden waren.